# Festival Tonkpi Nihidaley

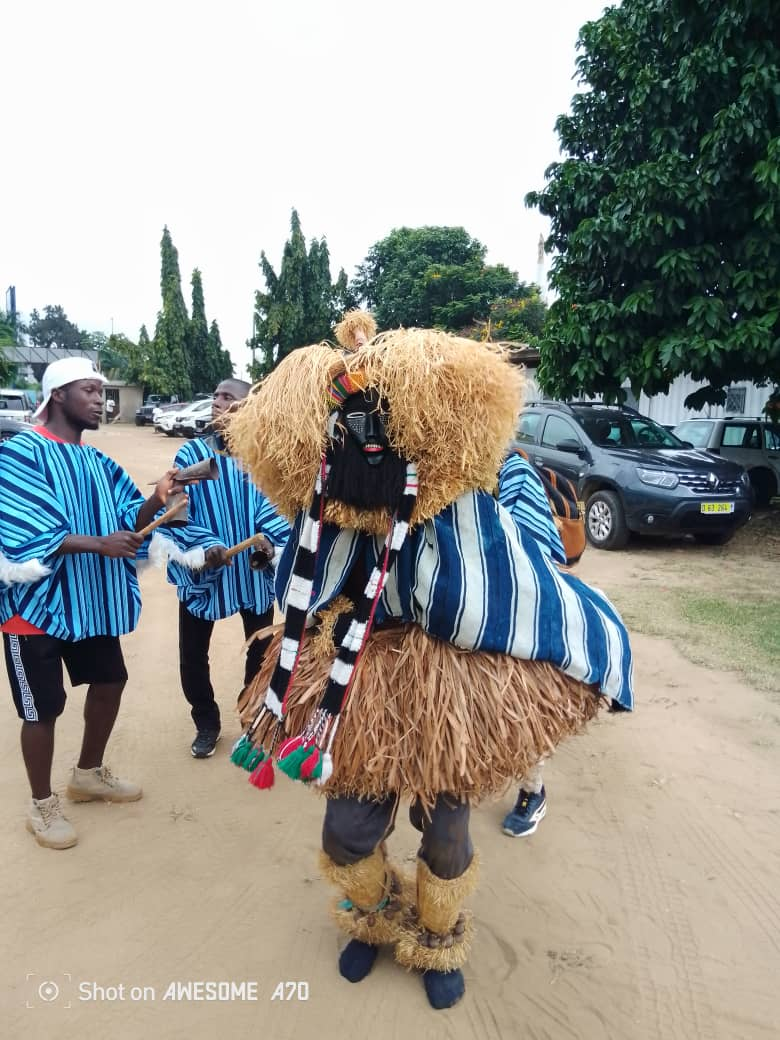
Masque Toura au lancement de nihidaley

Le festival Tonkpi Nihidaley,,, est une plateforme de promotion de la culture et des arts du peuple Dan appelé Yacouba. C'est une initiative du conseil général de la région du Tonkpi, dans le département de Man, district des montagnes dans l'ouest de la Côte d'Ivoire en Afrique Occidentale. Professeur Bamba Lou Mathieu est le commissaire général. Ce festival se déroule chaque année dans le mois de décembre à travers un colloque, un forum économique, des expositions des produits par des partenaires dans un chapiteau, des prestations de danses traditionnelles, un concours culinaire, une élections de la belle jeune fille de la région appelée "Sunga" et l'organisation des sports patrimoniaux.
Ce festival  baptisé Tonkpi Nihidaley, deux vocables couplés qui, en langue Dan signifie littéralement l’allégresse au plus haut sommet. Car Nihidaley est la manifestation de l'allégresse émanant du bonheur. Tonkpi désigne la grande montagne ou le point culminant ou le plus haut sommet.Ce festival est la célébration du bonheur du peuple Dan.

## Objectif du festival
Le Festival, baptisé Tonkpi Nihidaley, deux mots en langue Yacouba signifie littéralement l'allégresse dans l'ascension. Car Nihidaley est la grande joie ou l'épanouissement. Le Tonkpi désigne la grande montagne symbole de l'émergence ou la probité. Par ailleurs, Tonkpi Nihidaley s'avère la manifestation de la noblesse. Le festival demeure un moment de célébration de la probité de la noblesse du peuple Dan.
Le Festival Tonkpi Nihidaley a pour mission de relever trois grands défis, notamment le défi de la mondialisation, du développement ainsi que la cohésion sociale et de la paix.

## Note et référence
1. ↑  « Le 20 Heures de RTI 1 du 27 novembre 2024 », sur RTI Info, 27 novembre 2024 (consulté le 31 décembre 2024).
2. ↑  « Côte d'Ivoire : 6e édition du festival Tonkpi Nihidaley, le conseil café-cacao au cœur de la promotion de l'art et la culture Dan », sur KOACI (consulté le 31 décembre 2024).
3. ↑  DELPHIN EHUI, « Côte d’Ivoire-AIP/ Ouverture à Man de la 6ème édition du festival Tonkpi Nihidaley - AIP - Agence Ivoirienne de Presse », 14 décembre 2023 (consulté le 28 décembre 2024)
4. ↑  « festival tonkpi nihidaley at DuckDuckGo », sur duckduckgo.com (consulté le 6 janvier 2025)
5. ↑  « Alliances interethniques : des pratiques culturelles utiles à la cohésion sociale - Abidjan.net News » (consulté le 28 décembre 2024)
6. ↑  mont tonkpi maps google - Recherche
7. ↑  « Google Maps », sur Google Maps (consulté le 28 décembre 2024)
8. ↑  Encyclopædia Universalis, « AFRIQUE-OCCIDENTALE FRANÇAISE (AOF) », sur Encyclopædia Universalis, 8 octobre 2024 (consulté le 28 décembre 2024)
9. ↑  « Origine du nom de famille Bamba », sur originedunomdefamille.com (consulté le 28 décembre 2024)
10. ↑  « Lou », sur Prenoms.com, 9 octobre 2020 (consulté le 28 décembre 2024)
11. ↑  Claire Dubois, « Mathieu : Découvrez la signification et l'origine de ce nom », sur NomFrancais, 4 mars 2024 (consulté le 28 décembre 2024)
12. ↑  Tonkpi
13. ↑  « ALLÉGRESSE : Définition de ALLÉGRESSE », sur www.cnrtl.fr (consulté le 2 janvier 2025)
14. ↑  « Nihidaley », sur regiondutonkpi.ci (consulté le 31 décembre 2024).
15. ↑  Définitions : émergence - Dictionnaire de français Larousse
16. ↑  Noblesse
17. ↑  « DÉFI : Définition de DÉFI », sur www.cnrtl.fr (consulté le 2 janvier 2025)
18. ↑  « Mondialisation », sur Géoconfluences, décembre 2024 (consulté le 2 janvier 2025)
19. ↑  « Solidarité & Cohésion Sociale », sur Les services de l'État dans le Cantal (consulté le 2 janvier 2025)
20. ↑  Éditions Larousse, « Définitions : paix - Dictionnaire de français Larousse », sur www.larousse.fr (consulté le 2 janvier 2025)

## Annexe

### Archives sonores
- https://duckduckgo.com/?q=festival+tonkpi+nihidaley&t=newext&atb=v404-1&iax=videos&ia=videos&iai=https%3A%2F%2Fwww.youtube.com%2Fwatch%3Fv%3DnqZtZpQv5vk